# Theo Willems
Theo Willems, född 22 februari 1891, död 12 april 1960, är en holländsk bågskytt. Han deltog vid olympiska sommarspelen 1920.